# Andrée Borrel

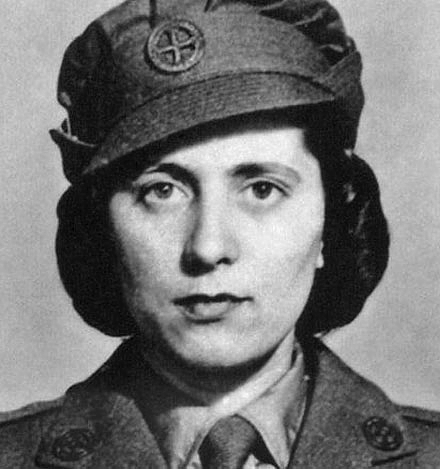
Andrée Borrel

Andrée Raymonde Borrel (* 18. November 1919 in Louveciennes; † 6. Juli 1944 im KZ Natzweiler-Struthof) war eine Agentin der britischen nachrichtendienstlichen Spezialeinheit Special Operations Executive (SOE).

## Leben
Andrée Borrel stammte aus einer Arbeiterfamilie, ihre Eltern Louis Jean Borrel und Eugénie Marie Francoise, geborene Fayollas, waren engagierte Sozialisten. Borrel verließ mit 14 Jahren die Schule, absolvierte eine Lehre in einem Damenmodegeschäft und arbeitete anschließend in einer Bäckerei und in einem Kaufhaus. 1939 zog sie mit ihrer Mutter nach Toulon, wo sie sich nach Kriegsbeginn zur Krankenschwester ausbilden ließ. 1940 lernte sie in Nîmes Maurice Dufour kennen, einen französischen Offizier in der Résistance, mit dem sie ein Jahr lang die sogenannte „Pat-Line“ unterstützte, eine britische Fluchthilfeorganisation, die entflohenen britischen Kriegsgefangenen, aber auch desertierten französischen Soldaten half, Frankreich zu verlassen.

## Agententätigkeit
Als die „Pat-Line“ im Herbst 1941 aufflog, flüchteten Dufour und Borrel über Portugal nach England. Am 20. Mai 1942 wurde Borrel als erste weibliche Agentin von SOE für Sektion „F“ unter dem Tarnnamen „Denise“ rekrutiert, um die Résistance in Frankreich zu unterstützen. Nach einer umfangreichen Ausbildung startete sie und die SOE-Agentin Lise de Baissac in der Nacht zum 25. September 1942 in RAF Tempsford und wurde östlich von Blois mit Fallschirmen abgesetzt. Borrel trug einen gefälschten französischen Ausweis auf den Namen „Denise Urbain“ bei sich und sollte als Kurier für den britischen Agentenring „Physician“ unter seinem Leiter Francis Suttill, Tarnname „Prosper“ arbeiten. Der Ring um „Prosper“ umfasste im Frühjahr 1943 etwa 30 britische Agenten und Tausende Helfer aus der Résistance, wurde aber wenige Monate darauf komplett zerschlagen. Hunderte wurden von den Deutschen verhaftet, Borrel wurde am 24. Juni gefasst und nach Paris in das Hauptquartier des Sicherheitsdienstes (SD) in der Avenue Foch gebracht. Nach zahlreichen Verhören und Misshandlungen kam sie in das Pariser Gefängnis Fresnes.

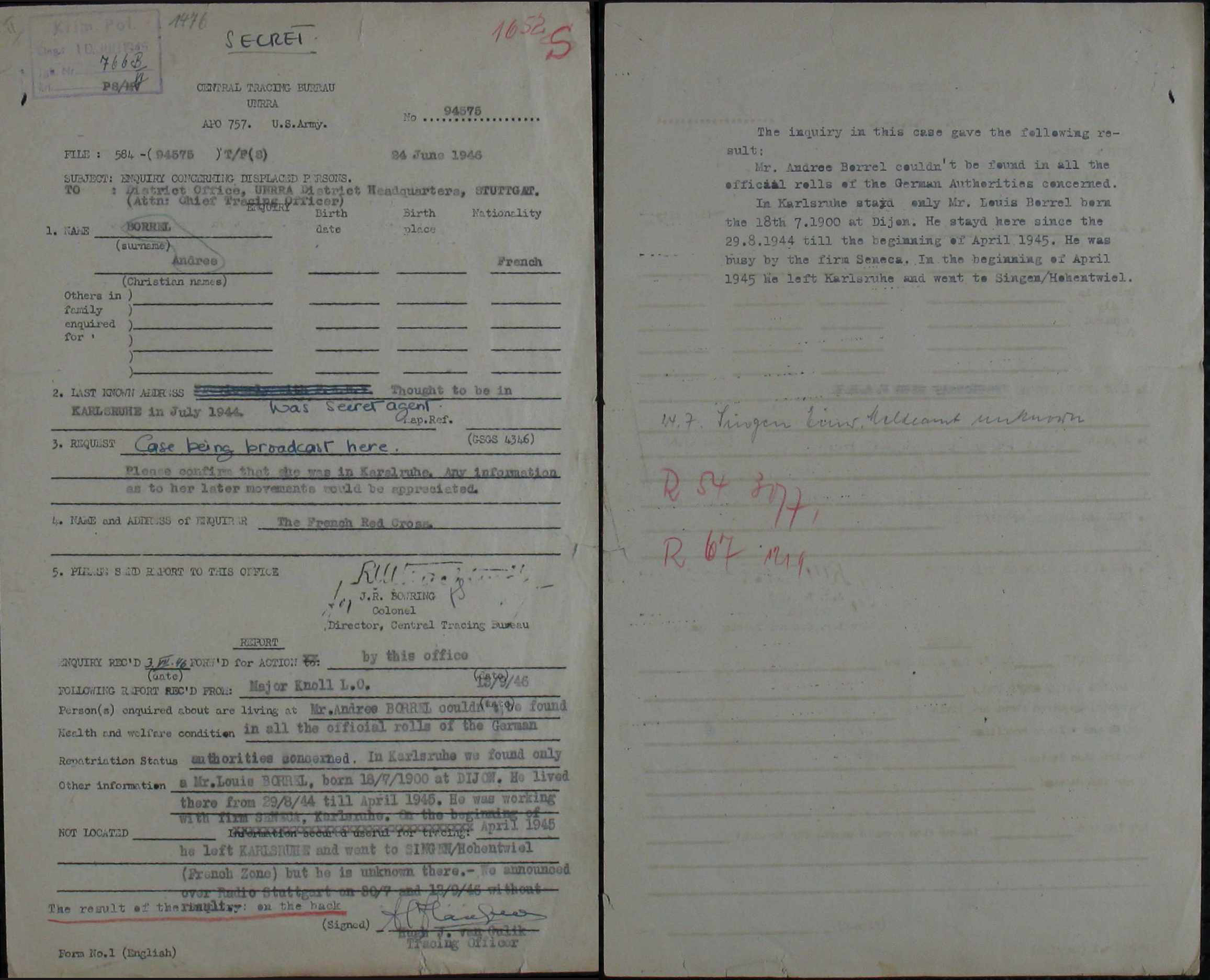
Nachkriegsbericht über die Bemühungen, Andrée Borrel ausfindig zu machen. Wegen ihrer Tätigkeit als Agentin der SOE wurde der Bericht mit „SECRET“ (oben) gekennzeichnet

Am 12. Mai 1944 brachte ein Lastwagen Borrel und sieben weitere in Fresnes festgehaltene SOE-Agentinnen (Yolande Beekman, Madeleine Damerment, Vera Leigh, Sonia Olschanezky, Eliane Plewman, Diana Rowden und Odette Sansom) in das Gefängnis in Karlsruhe, wo sie als sogenannte „Schutzhäftlinge“ in Einzelhaft gehalten wurden. Am 6. Juli wurden Borrel, Vera Leigh, Sonia Olschanezky und Diana Rowden in das Konzentrationslager Natzweiler-Struthof im Elsass transportiert. Noch am selben Abend erhielt jede eine tödliche Phenolinjektion. Ihre Leichen wurden verbrannt. 1946 wurden fünf Tatbeschuldigte im Natzweiler-Prozess von einem britischen Militärgericht in Wuppertal wegen Kriegsverbrechen (Verstoß gegen Artikel 30 der Haager Landkriegsordnung) verurteilt.

## Ehrungen
Posthum verlieh Frankreich Andrée Borrel das Croix de guerre, und als eine von 91 Männern und 13 Frauen, die im Dienst von SOE für die Freiheit Frankreichs starben, wird sie auf dem SOE-Mahnmal in Valençay im Département Indre gewürdigt. In der Gedenkstätte des Konzentrationslagers Natzweiler-Struthof im Elsass erinnert eine Plakette an die Ermordung Andrée Borrels und ihrer drei Gefährtinnen.